# Escuelas Graduadas de Cartagena
Las Escuelas Graduadas de Cartagena fueron los primeros centros de enseñanza de España que dividían a los alumnos por edad y nivel, además de disponer de aulas convenientemente higienizadas para este fin. El edificio donde se impartían las clases se encuentra en la ciudad española de Cartagena (Región de Murcia), concretamente en la calle Gisbert del casco antiguo, y está declarado Bien de Interés Cultural desde el 21 de mayo de 2004.

## Historia
Entre finales del siglo XIX y principios del XX, Cartagena vivía una época de bonanza económica no frenada siquiera por el Desastre del 98. Fruto de ello, la industria exigía mano de obra mejor preparada, al tiempo que la población exigía una mejor educación para sus hijos, reivindicación que apoyaban muchos profesores espoleados por el espíritu regeneracionista y la influencia krausista de la Institución Libre de Enseñanza.
Atendiendo este sentir, el Ayuntamiento dirigido por el alcalde Mariano Sanz Zabala decidió que en la calle Gisbert se construyera una escuela en la que por primera vez en España las clases se impartirían clasificando a los alumnos por edad y nivel y en un entorno higienizado, al contrario de lo que se venía en el modelo vigente de escuela unitaria. El día 9 de diciembre de 1900 se inauguraron las obras con la puesta de la primera piedra a cargo del alcalde Sanz y con la asistencia del ministro de Instrucción Pública y Bellas Artes y diputado por Cartagena, Antonio García Alix, y del escritor Miguel de Unamuno, que ofreció un discurso elogiando la iniciativa. El periódico local El Eco de Cartagena publicó un número especial el día anterior para cubrir el suceso.
Las obras fueron dirigidas por el arquitecto municipal Tomás Rico Valarino, quien según el cronista Isidoro Valverde Álvarez hizo uso de piedras extraídas de las murallas de Carlos III, que poco a poco empezaban a ser un estorbo para la expansión demográfica de la ciudad. Mientras tanto, el Ayuntamiento destacaba en el verano de 1902 a dos profesores con la tarea de hacer un viaje por distintos países europeos para importar sus experiencias pedagógicas. Los seleccionados fueron el jumillano Enrique Martínez Muñoz y el valenciano Félix Martí Alpera, que tras su estancia en Francia, Bélgica, Alemania, Suiza e Italia reclaman «una Escuela moderna, gradual, amplia e higiénica, que no solo infunda al niño amor por el estudio, sino que brindándole aire, espacio y ejercicio, lo proteja contra las enfermedades». La distribución gradual era conocida y venía practicándose en España desde 1902, pero únicamente de forma experimental, por lo que podemos señalar el proyecto de las Escuelas Graduadas como el precursor de los actuales centros educativos.
El 5 de octubre de 1903 entraron las Escuelas en funcionamiento, consolidándose la idea de la división por grados. Llegada esta se obtuvo un mejor proceso didáctico, con una jornada escolar estable y la implantación de una serie de métodos y contenidos para diferentes cursos académicos. Fue tal la innovación que el intelectual Joaquín Costa apodó a Cartagena como la «Covadonga de la Enseñanza», y el alcalde Sanz se comprometió con las Escuelas pidiendo al Ministro de Instrucción Pública la legislación del nuevo modelo para todo el país. A su vez el centro continuaba su andadura con óptimos resultados, y demostrando el compromiso de las Graduadas con el deporte, en 1907 surge en ella la asociación de fútbol La Ibérica, una de las primeras de Cartagena.
En los años inmediatos a la conclusión de la guerra civil, el edificio albergó los juzgados militares encargados de emprender la represión franquista en la ciudad, y en 1995 se reabrieron las Escuelas como centro de usos sociales y culturales, después de una rehabilitación.

## Arquitectura

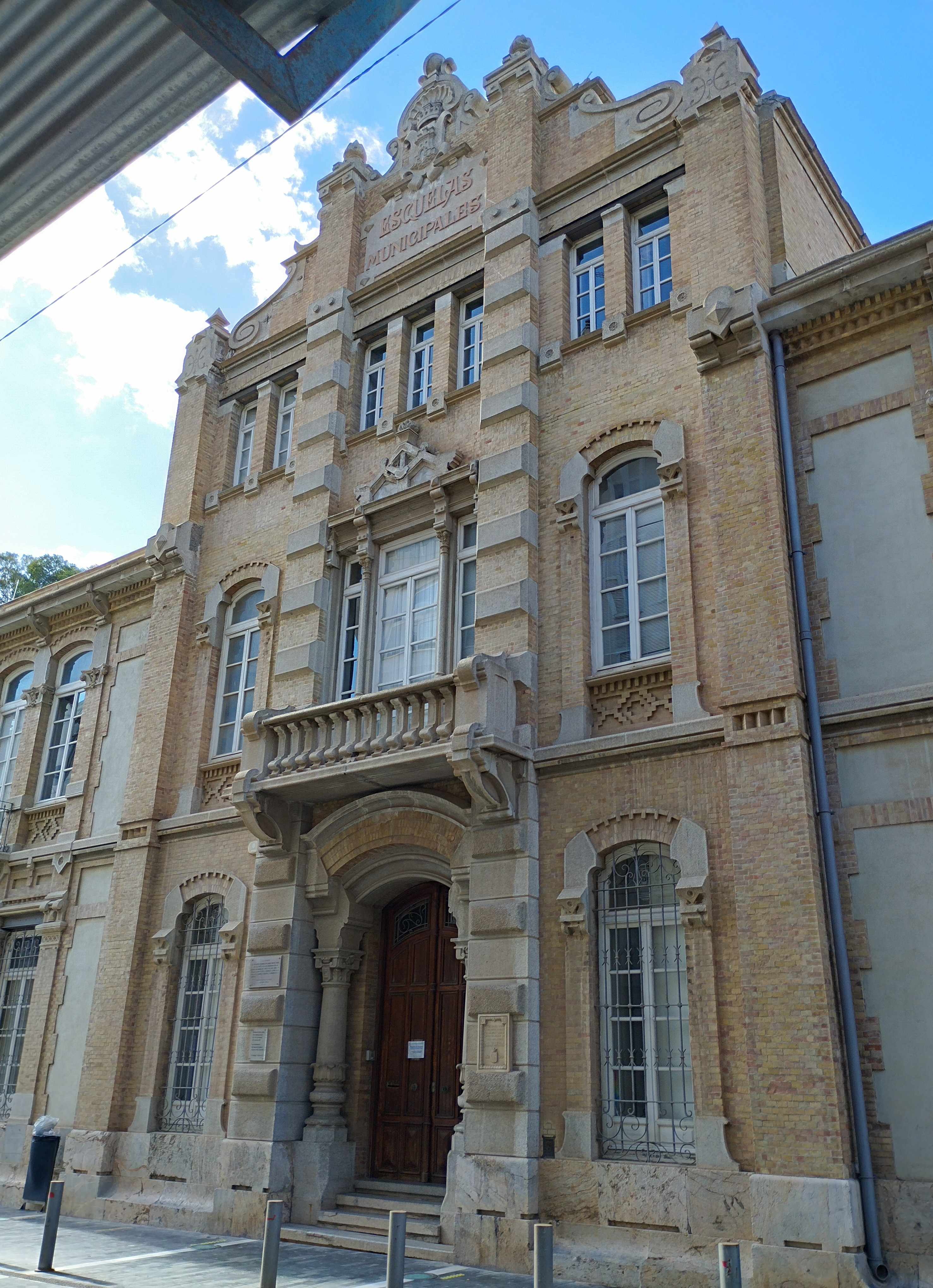
Las Escuelas Graduadas.

Las Escuelas Graduadas fueron proyectadas de modo que el exterior se resuelve en mampostería rústica y ladrillo. Este se estiliza en las cadenas de las esquinas, pilares de las ventanas y en parte del eje principal, donde alterna con la piedra artificial de la portada y el balcón.
Aunque hay muchos motivos vinculantes al neomudéjar, es una obra ecléctica desde la que de alguna manera el arquitecto se incorpora al modernismo. Ello es especialmente visible en las fachadas laterales rematadas con frontones escalonados ya plenamente modernistas, aunque todos esos detalles no se llevaron luego a la práctica.
El edificio es una interesante muestra de experimentación racionalista. En las ventanas de la planta baja, las vigas de hierro del dintel quedan descubiertas y reforzadas con pilares de ladrillo. Los motivos romboidales que adornan la barandilla del primer piso son algunos de los elementos que más se acercan al neomudéjar. La puerta de entrada tiene un tono medievalista.
Las Graduadas son un edificio algo híbrido, ecléctico, pero de gran interés para el contexto arquitectónico de la ciudad. En el proyecto constaba sólo de dos cuerpos; en el edificio finalizado, el eje principal tiene un tercer cuerpo que resalta más la axialidad.
Las ventanas eran una pieza muy importante dentro de la edificación, ya que lo que se pretendía era conseguir espacios internos suficientemente aireados e iluminados. La revista La Construcción Moderna decía del edificio como nota destacada: «las dependencias son grandes, ventiladas, recibiendo a torrentes la luz por grandes ventanas, como manda la higiene». Era un edificio concebido con unas cualidades higiénicas concretas para el desarrollo infantil. De planta rectangular tiene las aulas en los ángulos, con lo que la iluminación queda aprovechada al máximo. La escalera y el vestíbulo están en el centro.